# 马谢勒
马谢勒（法語：Machiel）是法国上法兰西大区索姆省的一个市镇，属于阿布维尔区和吕县。该市镇2009年时的人口为156人。

## 人口
马谢勒人口变化图示
| 数据来源：INSEE |